# Teixobactina
La teixobactina es una sustancia química con propiedades antibióticas que se encuentra en proceso de investigación. Los primeros estudios que se han realizado han obtenido resultados prometedores, si se confirman y no se producen efectos secundarios graves cuando se realicen ensayos clínicos en humanos, podría comercializarse, según las previsiones más optimistas, alrededor del año 2020.

## Mecanismo de acción
El mecanismo de acción de la sustancia guarda algunas similitudes con el de la vancomicina. Se une a diferentes polímeros de la pared celular bacteriana, inhibiendo su síntesis, lo cual provoca daños en la bacteria que acaban por destruirla. Este mecanismo de acción podría hipotéticamente dificultar el desarrollo de resistencias, que constituyen uno de los principales problemas que aparecen tras el empleo de antibióticos y provocan la disminución o supresión de su actividad.

## Resistencias
La teixobactina actúa por inhibir la síntesis del peptidoglucano que forma la pared de la bacteria. La molécula diana es un lípido precursor del peptidoglucano, en lugar de una proteína. Las resistencias de las bacterias a los antibióticos se desarrollan con más facilidad cuando el antibiótico actúa sobre una proteína. Además la teixobactina parece poder unirse a diferentes dianas, ninguna de las cuales es una proteína. Este mecanismo de acción podría dificultar el desarrollo de resistencias.

## Fase de desarrollo
A inicios del 2015, la sustancia se encuentra en una fase inicial del proceso de investigación, no habiéndose empleado aun en humanos, por lo que hasta que no se inicien los ensayos clínicos, no es posible saber cual será su eficacia en circunstáncias reales. Es preciso tener en cuenta que numerosas moléculas aspirantes a convertirse en medicamentos, no logran superar esta fase de la investigación y son desechadas.

## Estudios con animales de laboratorio
En estudios con ratones en laboratorio, la sustancia se ha demostrado eficaz para destruir diferentes microorganismos, entre ellos estafilococos resistentes a la meticilina y streptococcus pneumoniae, agente que causa neumonía y otras infecciones en humanos.